# Hieracium tephrophilum
Hieracium tephrophilum là một loài thực vật có hoa trong họ Cúc. Loài này được (Koslovsky & Zahn) Üksip ex Sennikov mô tả khoa học đầu tiên năm 1998.